# HD170920
HD170920 — хімічно пекулярна зоря спектрального класу A3, що має видиму зоряну величину в смузі V приблизно  5,9.
Вона  розташована на відстані близько 570,2 світлових років від Сонця.

## Фізичні характеристики
Зоря HD170920 обертається 
порівняно повільно 
навколо своєї осі. Проєкція її екваторіальної швидкості на промінь зору становить  Vsin(i)= 21км/сек.